# Escudería Río de la Plata
Escudería Río de la Plata (conocida también como Toyota Young por motivos comerciales) es una escudería argentina de automovilismo. Fue fundada en el año 2008 y fue presentada como la primera escudería pensada para exhibir a pilotos tanto de la República Argentina como de la República Oriental del Uruguay en el automovilismo argentino. Está dirigida actualmente por el expiloto Gabriel Raies.
Este equipo tuvo una participación casi exclusiva dentro de la categoría argentina TC 2000, aunque contó con una participación en 2010 dentro del Top Race. Esta escudería fue fundada por el ingeniero argentino Víctor De la Rosa (1975-2018) en alianza con el piloto uruguayo Juan Ignacio Cáceres, quienes a su vez firmaron un acuerdo de cooperación con el expiloto Víctor Rosso y el ingeniero Leonardo Monti, para trabajar en conjunto con el equipo RAM Racing, exrepresentantes de Honda y de Renault.
La presencia y actividad de la Escudería Río de la Plata estuvo casi siempre ligada al Turismo Competición 2000, teniendo participaciones en sus dos divisionales (Súper y Joven) y destacándose en la divisional menor. A partir del año 2015, el equipo firmó un acuerdo con la marca japonesa Toyota, a la cual representó inicialmente de forma semioficial, para luego convertirse en representante oficial a partir del año 2017. Tras el fallecimiento de su fundador y director de equipo Víctor De la Rosa (ocurrido el 2 de enero de 2018)su grupo de trabajo con Leonardo Cabero a la cabeza tomaron la decisión de continuar con el legado y el proyecto que Victor había inculcado en ellos. 

## Trayectoria
Esta escudería se presentó en el año 2008, cuando luego de un acuerdo firmado entre el argentino Víctor de la Rosa y el piloto uruguayo Juan Ignacio Cáceres se decidió fundar este equipo para generar participación de pilotos argentinos y uruguayos en el automovilismo argentino. Inicialmente, la Escudería presentó su estructura alineando en su primer equipo al argentino Lucas Benamo y al uruguayo Juan Ignacio Cáceres, presentando para competir sendas unidades Honda Civic VIII.
En el año 2009, la Escudería abandonaría un poco esta temática al prsentar un plantel 100% argentino, con las incursiones de los pilotos Bernardo Llaver, Franco Coscia y Marcelo Bugliotti, siempre manteniéndose las unidades de la marca Honda. En 2010, llegaría la primera doble participación de la Escudería en el automovilismo argentino, con la incursión en el Top Race V6. En esa oportunidad, el uruguayo Juan Ignacio Cáceres se presentaría a correr con una unidad Mercedes-Benz Clase C, aunque sin éxito deportivo.
Dentro del TC 2000, esta escudería se caracterizó por haber preparado durante gran parte de su trayectoria unidades Honda Civic VIII, las cuales fueron utilizadas hasta el año 2011, llegando a recibir apoyo semioficial de parte de Honda en ese año. El equipo fue consolidando su presencia a lo largo de los años que participó, convirtiéndose en la escudería privada más importante de esa categoría, llegando a pelear palmo a palmo con los equipos que poseían apoyo oficial de las terminales automotrices de Argentina. Este equipo participó durante tres años de los campeonatos de equipos privados, torneo que se disputaba a la par del campeonato oficial de TC 2000 y que esta escudería supo ganar en el año 2011 con Franco Coscia al volante. Ese mismo año, y tras un acuerdo publicitario firmado con la aseguradora "Orbis Seguros", el equipo modificó momentáneamente su nombre, pasando a denominarse "Orbis Seguros Racing". Este equipo a su vez, recibiría el apoyo publicitario de la firma internacional Novatech Solutions
En 2012, el equipo decidió mantener su acuerdo de cooperación con Rosso y Monti, cambiando de marca tras cuatro años al pasarse a Renault. Ese año y con la creación del Súper TC 2000, la Escudería inicialmente incursionó en el TC 2000, sirviendo como escudería de base para la formación de pilotos que deseen competir en la nueva divisional, aunque más tarde resolvería ingresar también en el STC 2000, llevando como piloto a Fabián Yannantuoni. En el año 2014 y tras la salida del RAM Racing del STC 2000, habiendo también trabajado siete años a la par de este equipo, la Escudería decidió continuar en el TC 2000, como así también cambiar por segunda vez de marca, al presentar en esta oportunidad dos unidades Ford Focus II.

## Palmarés
| Título     | Categoría                              | Piloto         | Automóvil        | Año  |
| ---------- | -------------------------------------- | -------------- | ---------------- | ---- |
| Campeón    | Campeonato TC 2000 de Pilotos Privados | Franco Coscia  | Honda Civic VIII | 2011 |
| Subcampeón | TC 2000                                | Ignacio Julián | Renault Fluence  | 2012 |